# Momo (Tonga)
Momo (dt.: Krümel) war der zehnte König der Dynastie der Tuʻi Tonga in Tonga. Sein Name geht zurück auf einen der alten Götter von Tonga, der zur Trinität Kohai, Koau, mo Momo gehört. Unter Momos Regierung begann das Tongaische Imperium zu florieren. Er soll um 1100 n. Chr. gelebt haben. Erzählungen über sein Leben stammen hauptsächlich aus dem Bereich der Mythen und Legenden.
Momo hatte seinen Sitz in Heketā, bei Niutōua („Doppelt gepflanzte Kokosbäume“). Der Ort erhielt seinen Namen nach einer roten und einer weißen Palme, die aus demselben Wurzelansatz entsprossen. Seine Untertanen wurden als Haʻa-mene-ʻuli („Clan der dreckigen Hintern“) bezeichnet, weil sie zu Ehren ihres Königs ihren Kopf immer unter seinem Kopf halten mussten und daher auf ihren Hintern herumkrochen, anstatt zu gehen.

## Familie
Eines Tages verliebte sich der König in ein schönes Mädchen und schickte seinen Boten, Lehaʻuli, zu ihrem Vater, Loʻau, dem Tuʻi-Haʻamea (Haʻamea-König) mit der Bitte, ihm eine Yams für seinen Garten zu schicken. Loʻau verstand die wahre Bedeutung der Anfrage und antwortete, dass er nicht helfen könne, da eine Yams noch nicht reif und die andere bereits gesprosst habe. (Die jüngere Tochter war noch zu jung und die ältere Tochter, Nua, hatte bereits ein Kind und galt daher als alte Frau. - Sobald eine Yams zu sprossen beginnt ist die Knolle nicht mehr essbar). Nuas Ehemann hieß Ngongokilitoto von Malapo, aus dem Haʻangongo-Clan.
Momo überlegte, dann schickte er am nächsten Tag seinen Boten wieder zu Loʻau mit der Nachricht: „Fena kā ko Nua“ (Gesprosst, aber immer noch ist es Nua). Und so musste Loʻau nach Malapo gehen und Ngongokilitoto überzeugen, dass er seine Frau freigab. Beide liebten sich wirklich, aber Momo war der Tuʻi Tonga.
Nua wurde Momos Frau. Ihr Sohn wurde der größte der Tuʻi Tonga in dieser Zeit, Tuʻitātui. Sein älterer Halbbruder, Fasiʻapule, wurde später sein Vertrauter und Mitregent.

## Historische Bewertung
Wo Haʻamea lag, ist nicht bekannt. Es gibt Theorien, dass es auf Tongatapu bei Matangiake lag. Auch der Status von Loʻau ist nicht genau festzustellen, möglicherweise war er ein Kleinfürst. Nach einer anderen Version handelt es sich bei dem Namen um eine Variante von Haʻamoa (Samoa), was bedeuten würde, dass Loʻau ebenfalls eine Landesherr war. Damit könnte diese Erzählung eine Legende sein, die auf eine Allianz zwischen Tonga und Samoa zurückzuführen ist.
| Vorgänger | Amt                | Nachfolger |
| --------- | ------------------ | ---------- |
| ʻAfulunga | Tuʻi Tonga um 1100 | Tuʻitātui  |